# Listă de arheologi români
O listă de arheologi români.

## A
- Johann Michael Ackner
- Dinu Adameșteanu
- Petre Alexandrescu
- Ioan Andrieșescu

## B
- Angelica Baloș
- Ion Barnea
- Dumitru Berciu
- Ileana Burnichioiu
- Doina Benea

## C
- Gheorghe I. Cantacuzino (n. 1938)
- Emil Condurachi
- Niculae Conovici
- Vasile Cotiugă
- Gabriel Crăciunescu
- Ion Horațiu Crișan (1928 – 1994)
- Adalbert Cserni (1842-1916), întemeietorul muzeului din Alba Iulia. Acesta a fost unul dintre cei mai cunoscuți oameni de știință care a trăit în Alba Iulia.[1]
- Florin Curta

## D
- Constantin Daicoviciu
- Hadrian Daicoviciu
- Petre Diaconu
- Alexandru Diaconescu
- Mihail Dimitriu

## H
- Ion Halippa
- Kurt Horedt
- Ion Hâncu

## I
- Petru Iambor

## L
- Gheorghe Lazarovici

## M
- Constantin Matasă
- Florin Medeleț
- Constantin Moisil
- Mircea Munteanu

## N
- George Nash
- Ion Nestor
- Nicolae Lupu
- Constantin S. Nicolăescu-Plopșor

## O
- Alexandru Odobescu (1834 — 1895)

## P
- Vasile Pârvan (1882 – 1927)
- Iuliu Paul
- Mircea Petrescu-Dâmbovița
- Dionisie M. Pippidi
- Alexandru Popa
- Cristian Popa
- Gheorghe Postică

## R
- Adrian Andrei Rusu (n. 1951) - arheologie medievală,[2] cercetător la Institutul de Arheologie și Istoria Artei din Cluj-Napoca

## S
- Victor Spinei
- Gheorghe Ștefan
- Ion Stratan
- Alexandru Suceveanu

## T
- Grigore Tocilescu (1850 – 1909)

## U
- Nicolae Ursulescu

## V
- Alexandru Vulpe